# Plagiosàurids
Els plagiosàurids (Plagiosauridae) constitueixen una família d'amfibis temnospòndils que van viure al període Triàsic.